# Buchheim (Burgbernheim)

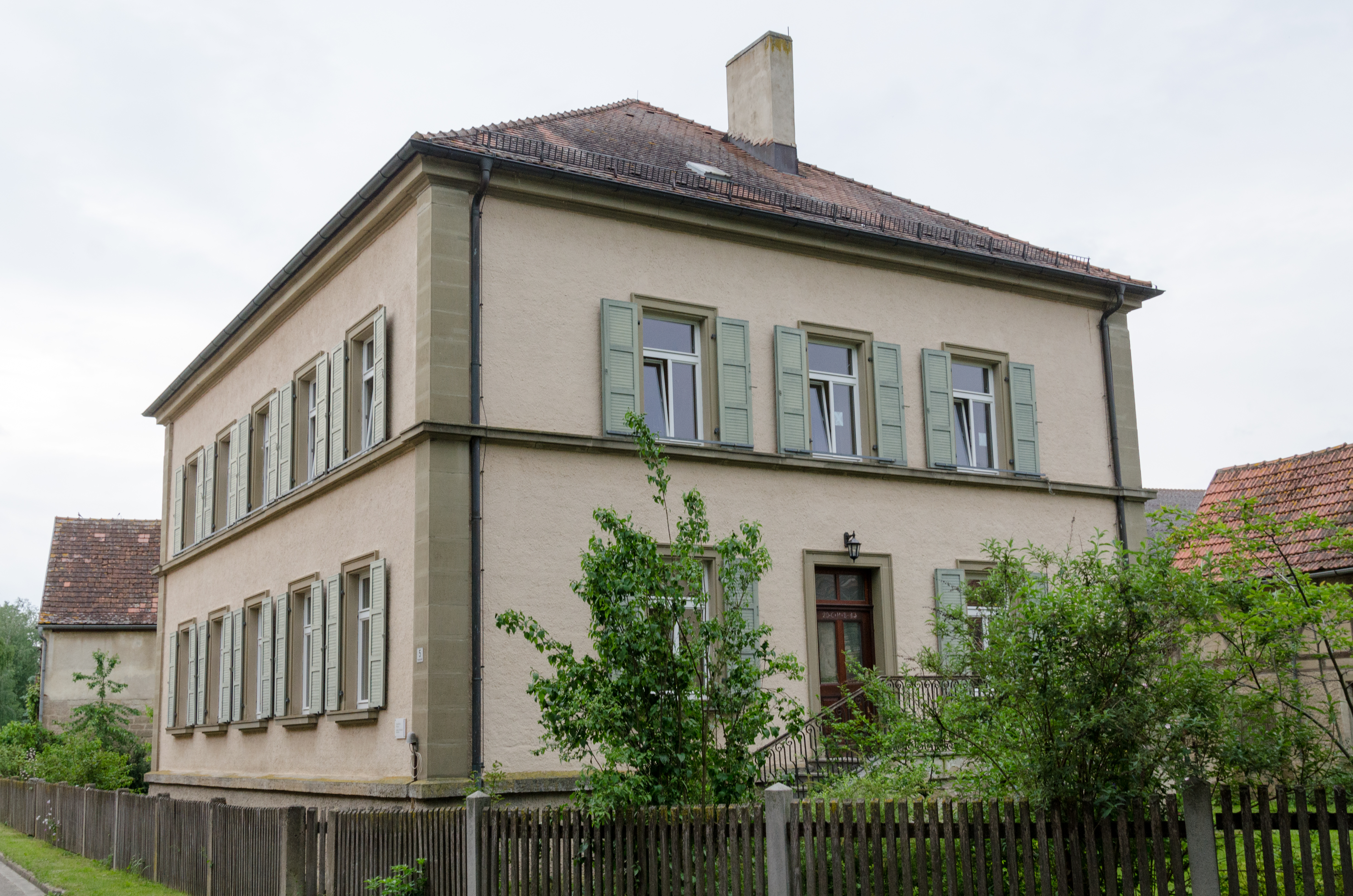
Hauptstr. 5: Ehemaliges Pfarrhaus

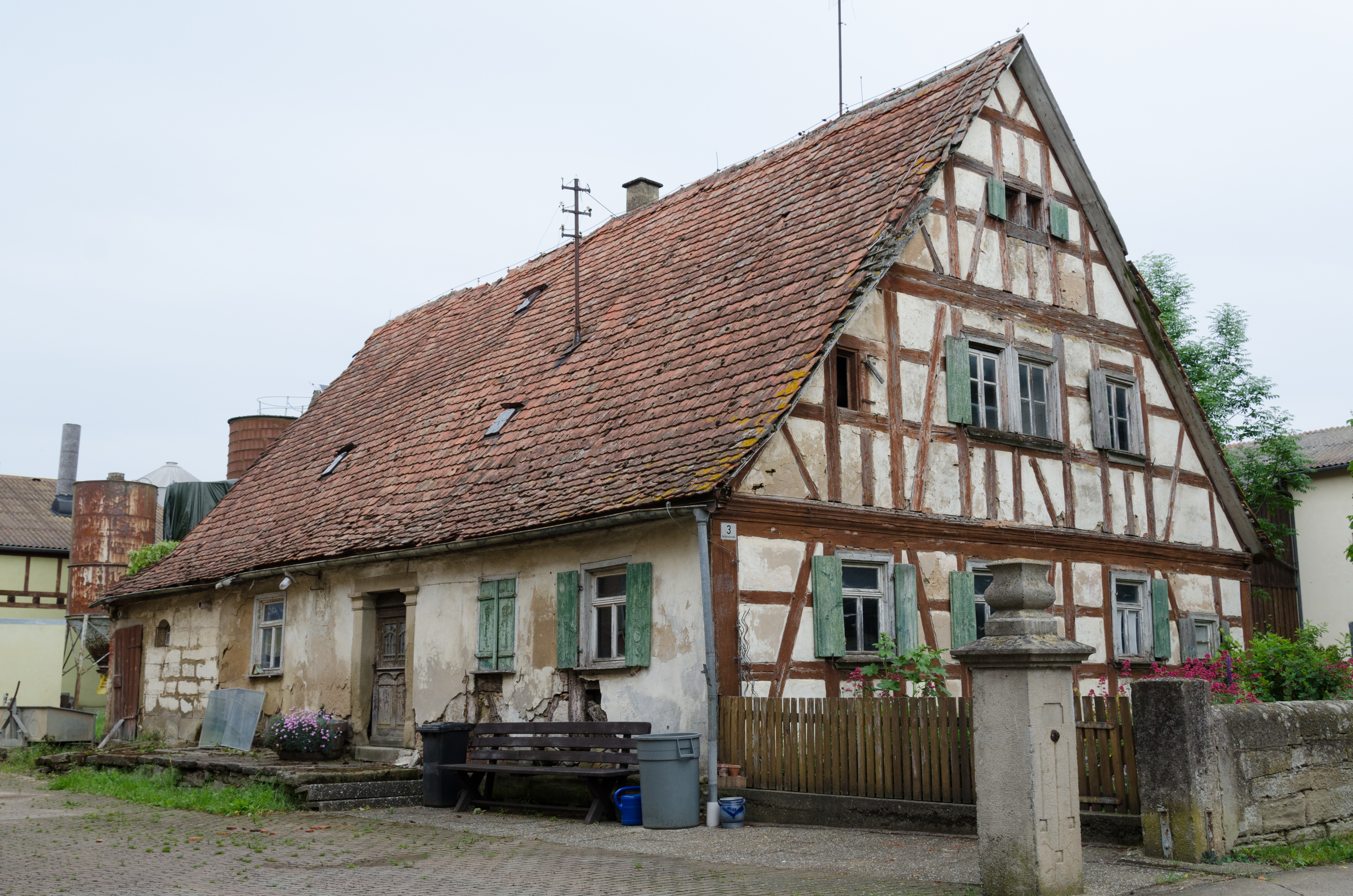
Raiffeisenstr. 3: Fachwerkwohnstallhaus

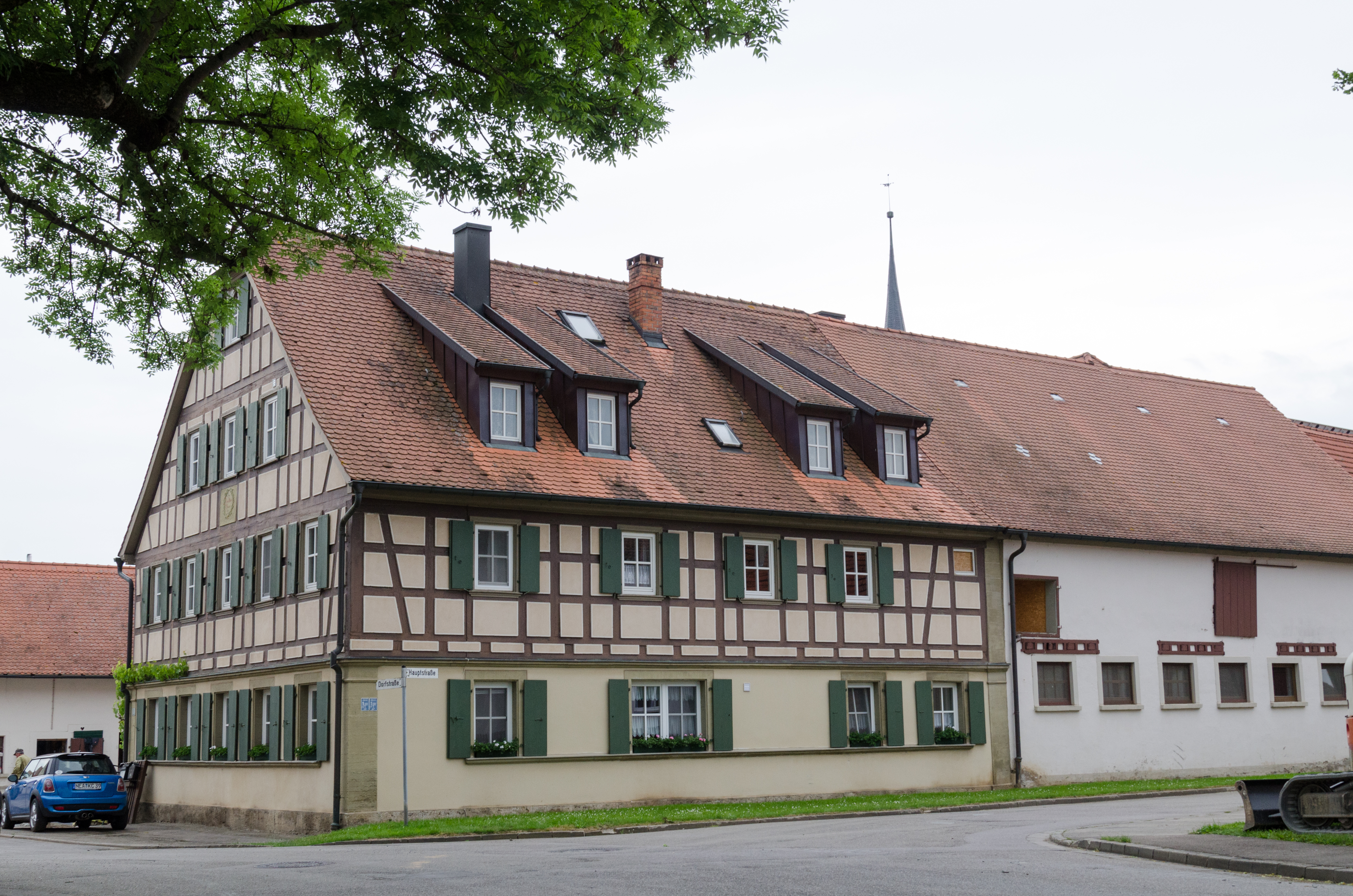
Dorfstr. 1: Wohnstallhaus

Buchheim (fränkisch: Bucha) ist ein Gemeindeteil der Stadt Burgbernheim im Landkreis Neustadt an der Aisch-Bad Windsheim (Mittelfranken, Bayern). Die Gemarkung Buchheim hat eine Fläche von 6,040 km². Sie ist in 578 Flurstücke aufgeteilt, die eine durchschnittliche Fläche von 10449,29 m² haben.

## Geographische Lage
Das Pfarrdorf liegt am Rand der Frankenhöhe. Durch den Ort fließt der Haimbach, ein rechter Zufluss der Rannach. 0,5 km nordwestlich erhebt sich der Schwarzbuck, 0,5 km südwestlich der Lerchenbuck neben dem Engertsgraben. Im Südosten grenzt das Flurgebiet Egärtenäcker an. Die Bundesstraße 13 verläuft unmittelbar westlich des Ortes nach Marktbergel (6,5 km südöstlich) bzw. nach Uffenheim (9 km nordwestlich). Gemeindeverbindungsstraßen führen nach Bergtshofen (3 km westlich) und an der Rannachmühle vorbei die Staatsstraße 2252 kreuzend nach Ergersheim (1,7 km nördlich).

## Geschichte
Der Ort wurde in einer Urkunde, die im Zeitraum von 780 bis 802 entstand, als „villa Bôuchheim“ erstmals erwähnt. Der Edelmann Grawolf und seine Gattin Deura verschenkten ihren Grundbesitz, den sie dort und in Ergersheim hatten, dem Kloster Fulda. Der Ortsname bedeutet „Heim im Buchenwald“.
Im Jahre 1349 erwarb das Kloster Heilsbronn dort von Konrad von Seckendorf Gefälle. 1404 kaufte das Kloster zwei Tagewerk Wiesen von Conz Walz. Schwester Adelheid von Rothenburg und ihr Schwiegervater Dietrich schenkten dem Kloster Gefälle von einem Hof in Buchheim zur Stiftung eines Jahrtages. 1460 kamen Buchheim und seine Umgebung unter die Herrschaft der Ansbacher Markgrafen und der Hohenzollern, die hier 1527 im Zuge der Reformation den evangelischen Glauben einführten.
Von 1797 bis 1808 unterstand der Ort dem Justiz- und Kammeramt Uffenheim. Ein Teil des Zehnten gehörte den Grafen Castell zu Rüdenhausen.
1806 kam Buchheim an das Königreich Bayern. Im Rahmen des Gemeindeedikts wurde 1808 der Steuerdistrikt Buchheim gebildet, zu dem Pfaffenhofen, Rannach-, Simons- und Ziegelmühle gehörten. 1813 entstand die Ruralgemeinde Buchheim, die deckungsgleich mit dem Steuerdistrikt war. Mit dem Zweiten Gemeindeedikt (1818) wurden zwei Ruralgemeinden gebildet:
- Ruralgemeinde Buchheim mit Rannachmühle;
- Ruralgemeinde Pfaffenhofen mit Simons- und Ziegelmühle.

Die Ruralgemeinde Buchheim war in Verwaltung und Gerichtsbarkeit dem Landgericht Uffenheim zugeordnet und in der Finanzverwaltung dem Rentamt Uffenheim (ab 1919 Finanzamt Uffenheim). Ab 1862 gehörte Buchheim zum Bezirksamt Uffenheim (ab 1939 Landkreis Uffenheim). Die Gerichtsbarkeit blieb beim Landgericht Uffenheim (1879 in Amtsgericht Uffenheim umbenannt), seit 1973 ist das Amtsgericht Neustadt an der Aisch zuständig. Die Gemeinde hatte 1964 eine Gebietsfläche von 6,028 km².
Am 1. Juli 1972 wurde Pfaffenhofen und Schwebheim im Zuge der Gebietsreform in Bayern nach Buchheim eingemeindet, das am 1. Mai 1978 nach Burgbernheim eingegliedert wurde.

### Baudenkmäler
In Buchheim gibt es neun Baudenkmäler:
- Am Schwarzenweg 8: Wohnstallhaus
- Dorfstr. 1: Wohnstallhaus
- Hauptstr. 5: ehemaliges Pfarrhaus
- Kirchgasse 8: evangelisch-lutherische Pfarrkirche St. Blasius
- Raiffeisenstr. 3: Fachwerkwohnstallhaus
- Raiffeisenstr. 4: Haustafel
- Friedhof

### Einwohnerentwicklung
| Jahr      | 1818   | 1840   | 1852   | 1855   | 1861   | 1867   | 1871   | 1875   | 1880   | 1885   | 1890   | 1895   | 1900   | 1905   | 1910   | 1919   | 1925   | 1933   | 1939   | 1946   | 1950   | 1952   | 1961   | 1970   | 1987   |
| Einwohner | 292    | 312    | 313    | 307    | 311    | 312    | 309    | 305    | 318    | 321    | 283    | 290    | 263    | 264    | 258    | 277    | 273    | 257    | 258    | 445    | 438    | 370    | 261    | 227    | 195    |
| Häuser    | 57     | 49     |        |        |        |        | 55     |        |        | 59     | 56     |        | 57     |        |        |        | 53     |        |        |        | 56     |        | 56     |        | 58     |
| Quelle    | [ 18 ] | [ 19 ] | [ 20 ] | [ 20 ] | [ 21 ] | [ 22 ] | [ 23 ] | [ 24 ] | [ 25 ] | [ 26 ] | [ 27 ] | [ 20 ] | [ 28 ] | [ 20 ] | [ 29 ] | [ 20 ] | [ 30 ] | [ 20 ] | [ 20 ] | [ 20 ] | [ 31 ] | [ 20 ] | [ 12 ] | [ 32 ] | [ 33 ] |

| Jahr      | 2002  | 2004  | 2006  | 2008  | 2010  | 2012  | 2013  | 2014  | 2015  | 2016  | 2017  | 2018  | 2019  | 2020  | 2021  | 2022  |
| Einwohner | 202   | 195   | 183   | 184   | 172   | 177   | 178   | 180   | 180   | 190   | 197   | 207   | 209   | 207   | 206   | 207   |
| Häuser    |       |       |       |       |       |       |       |       |       |       |       |       |       |       |       |       |
| Quelle    | [ 2 ] | [ 2 ] | [ 2 ] | [ 2 ] | [ 2 ] | [ 2 ] | [ 2 ] | [ 2 ] | [ 2 ] | [ 2 ] | [ 2 ] | [ 2 ] | [ 2 ] | [ 2 ] | [ 2 ] | [ 2 ] |

## Religion
Der Ort ist Sitz der Pfarrei St. Blasius und ist seit der Reformation evangelisch-lutherisch geprägt. Die Katholiken sind nach St. Bonifaz (Bad Windsheim) gepfarrt.